# Sherlock Holmes Faces Death
Sherlock Holmes Faces Death (en España: 	Sherlock Holmes desafía a la muerte) es una película de intriga policiaca de Sherlock Holmes de 1943 dirigida por Roy William Neill y protagonizado por Basil Rathbone y Nigel Bruce. Es una adaptación libre de la historia de Holmes de 1893 de Sir Arthur Conan Doyle El ritual de los Musgrave. 
Es la sexta película de la serie de películas de Sherlock Holmes de Basil Rathbone y Nigel Bruce y la segunda de las tres películas de Holmes en las que aparecieron juntos Basil Rathbone, Nigel Bruce y Hillary Brooke. La primero fue Sherlock Holmes y la voz del terror en 1942 y el tercera fue Sherlock Holmes y la mujer de verde en 1945.

## Sinopsis
Durante el transcurso de la Segunda Guerra Mundial, los propietarios de la lúgubre mansión Musgrave han cedido al ejército su casa como lugar de reposo para los militares que sufren de estrés postraumático. El doctor Watson (Nigel Bruce) se ocupa de la salud de los soldados, pero pronto empiezan a producirse misteriosos asesinatos.

## Reparto
- Basil Rathbone - Sherlock Holmes
- Nigel Bruce - Dr. John Watson
- Dennis Hoey - Inspector Lestrade
- Arthur Margetson - Dr. Bob Sexton
- Hillary Brooke - Sally Musgrave
- Halliwell Hobbes - Alfred Brunton
- Minna Phillips - Sra. Howells
- Milburn Stone - Capitán Vickery
- Frederick Worlock - Geoffrey Musgrave
- Gavin Muir - Phillip Musgrave
- Gerald Hamer - Mayor Langford
- Vernon Downing - Teniente Clavering
- Olaf Hytten - Capitán MacIntosh
- Charles Coleman - Constable Kray
- Dick Rush - Constable
- Mary Gordon - Sra. Hudson